# Сферична геометрія

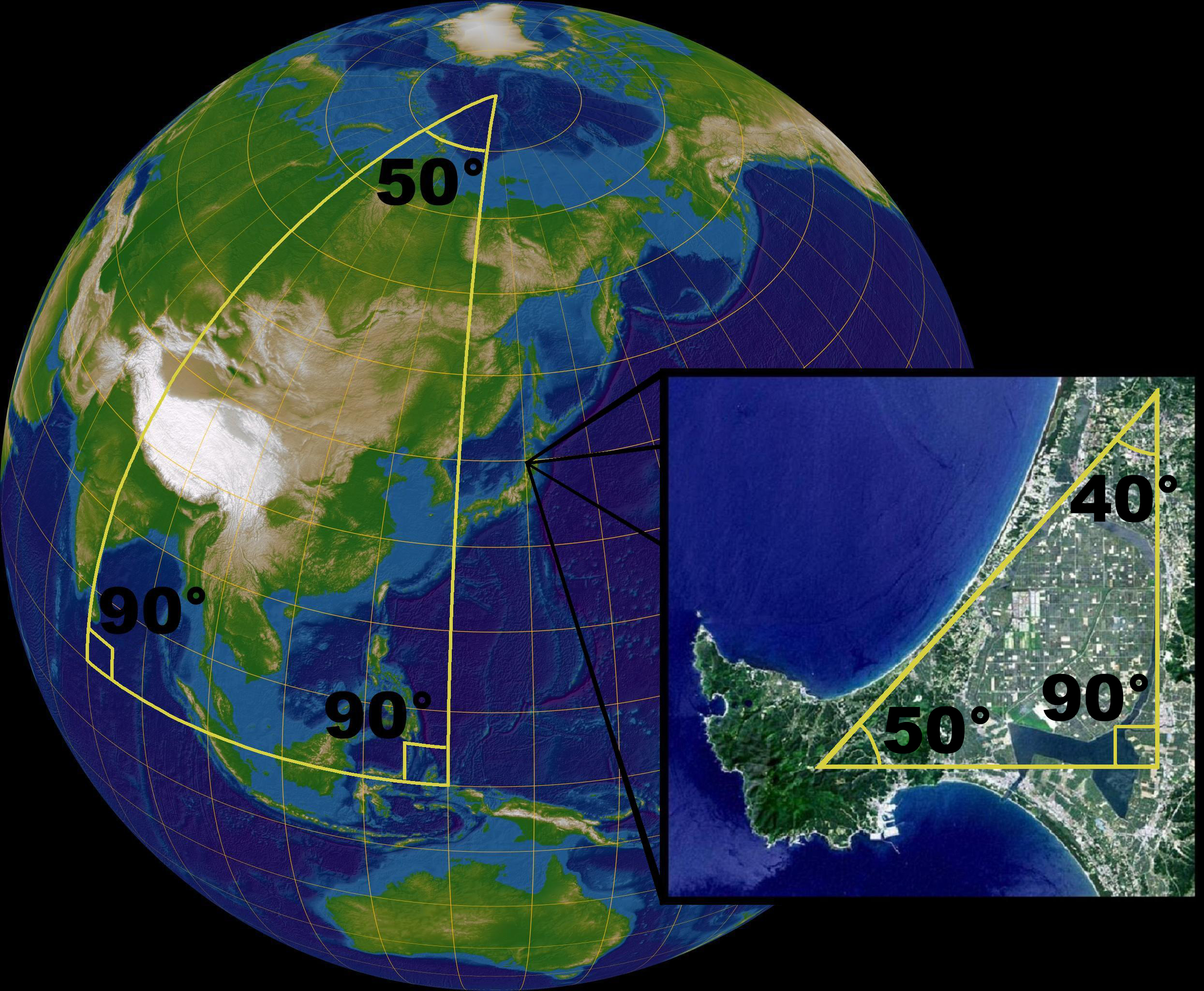
На сфері, сума кутів трикутника не дорівнює 180°. Сфера не Евклідів простір, але локально закони Евклідової геометрії добре апроксимізуються. В маленькому трикутнику на поверхні Землі, сума кутів дуже близька до 180. Поверхня сфери може бути представлена через набір двовимірних мап. Тобто це є двовимірний многовид

Сферична геометрія — розділ геометрії, який вивчає геометричні фігури на поверхні сфери. Це приклад неевклідової геометрії. Сферична геометрія виникла в давнину в зв'язку з потребами географії та астрономії.

## Основні поняття
Через будь-які дві точки на поверхні сфери (крім діаметрально протилежних) можна провести єдине велике коло — коло, утворене перетином сфери і площини, що проходить через її центр. Великі кола на поверхні сфери відіграють роль, аналогічну ролі прямих у планіметрії. Будь-які два великих кола перетинаються в двох діаметрально протилежних точках.
При перетині двох великих кіл утворюються чотири сферичні двокутники. Площа двокутника визначається формулою {\displaystyle S=2R^{2}\alpha }, де {\displaystyle R} — радіус сфери, а {\displaystyle \alpha } — кут двокутника.
Три великих кола, що не перетинаються в одній точці, утворюють вісім сферичних трикутників. Сферичний трикутник, всі сторони якого менші половини великого кола, називається Ейлеровим. Крім трьох ознак рівності, аналогічних ознакам рівності  плоских трикутників, для сферичних трикутників має місце ще одна: два сферичних трикутники рівні, якщо їх відповідні кути рівні.
Сторони сферичного трикутника вимірюють величиною кута, утвореного радіусами сфери, проведеними до кінців цієї сторони. Кожна сторона сферичного трикутника менша суми і більша різниці двох інших. Сума всіх сторін сферичного трикутника завжди менша {\displaystyle 2\pi }. Сума кутів сферичного трикутника {\displaystyle s=\alpha +\beta +\gamma } завжди більша {\displaystyle \pi } і менша {\displaystyle 3\pi }. Величина {\displaystyle s-\pi =\varepsilon } називається сферичним надлишком. Площа сферичного трикутника визначається за формулою Жирара {\displaystyle S=R^{2}\varepsilon }.
Співвідношення між елементами сферичного трикутника вивчає сферична тригонометрія

## Варіації та узагальнення
Див. Геометрія Рімана

## Дивись також
- Сферична система координат
- Сферичні функції
- Геометрія Рімана
- Геодезична лінія